# برنجاسف دوساله
 برنجاسف دوساله(نام علمی: Artemisia biennis) نام یک گونه از سرده درمنه‌ها است.